# Diagonal Ulvsunda

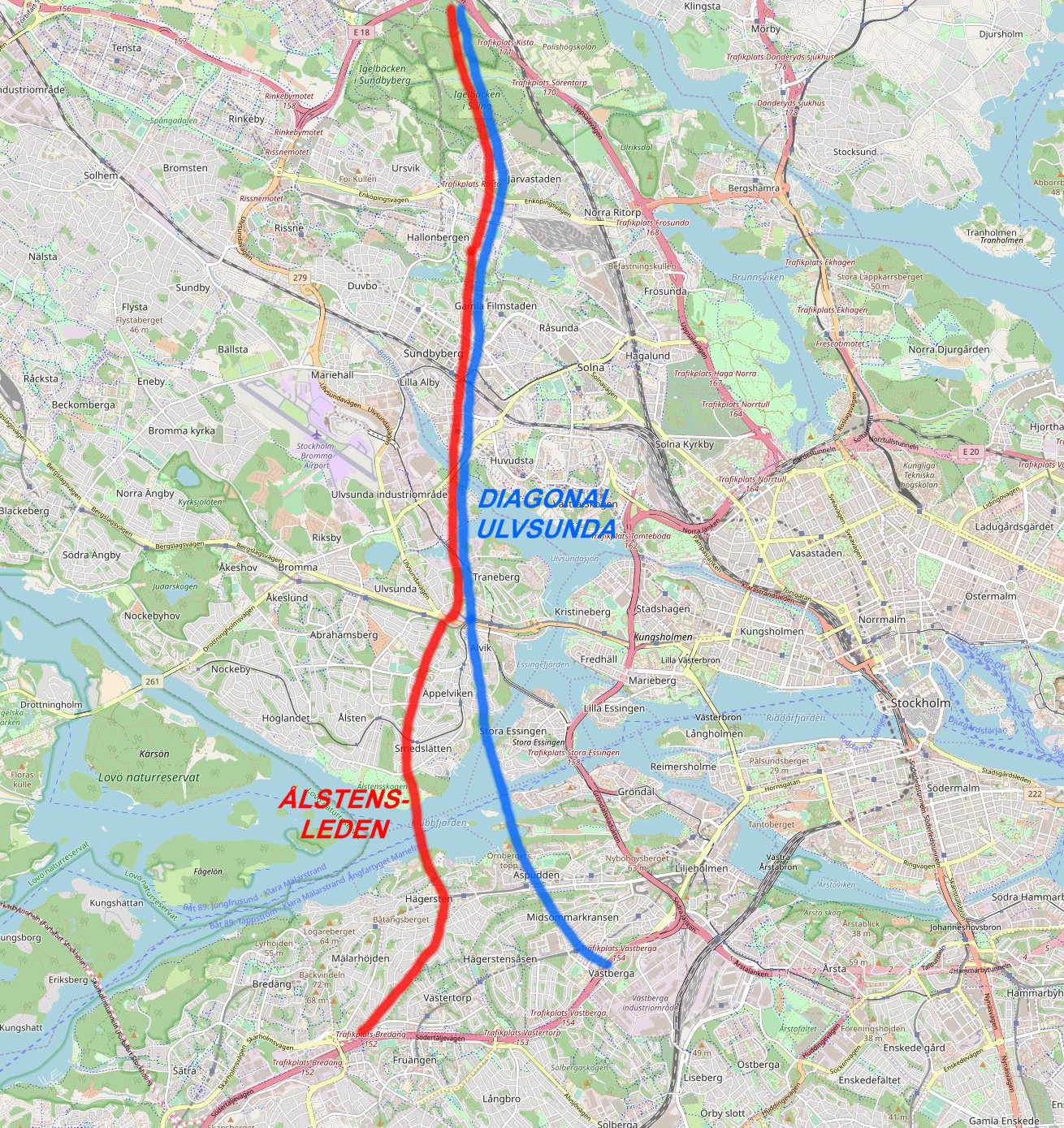
Röd: Ålstensleden.
Blå: Diagonal Ulvsunda.

Diagonal Ulvsunda och Ålstensleden var två alternativa sträckningar till Brommagrenen respektive Förbifart Stockholm som utredes 2003 av dåvarande Vägverket. Båda lederna skulle gå i ett stadsnära läge mellan Södertäljevägen / Essingeleden i söder och Uppsalavägen (E18) i norr och förläggas huvudsakligen i tunnlar.
Sträckningen för Diagonal Ulvsunda och Ålstensleden planerades i nästan rak nord-sydlig riktning i tunnel från Essingeleden respektive Södertäljevägen och norrut till trafikplats Kista (E18). Diagonal Ulvsunda kopplades till Essingeleden i höjd med Midsommarkransen medan Ålstensledens koppling till Södertäljevägen skulle ske lite längre västerut vid Västertorp. Större trafikplatser planerades vid Drottningholmsvägen och Huvudstaleden.
I en jämförande studie "Effektivare nord-sydliga förbindelser i Stockholmsområdet" förordades Diagonal Ulvsunda före Ålstensleden. I ett remissvar från Länsstyrelsen i Stockholms län våren 2006 förordades sedan Diagonal Ulvsunda framför Förbifart Stockholm, eftersom den ansågs vara bättre ur natur- och kulturmiljösynpunkt, och därmed i överensstämmelse med miljöbalkens bestämmelse om att alltid välja det minst miljöstörande alternativet om två alternativ finns. 
Efter remissförfarandet arbetade Vägverket vidare med Diagonal Ulvsunda och Förbifart Stockholm. Den senare prioriterades av Vägverkets Stockholmsregion som menade att förslaget (Förbifart Stockholm) uppfyllde projektmålen bäst och hade starkast stöd från kommunerna. Det projektmål man i första hand hänvisade till var att göra Stockholm till en mer flerkärnig region.